# 女たちの課外授業
『女たちの課外授業』（おんなたちのかがいじゅぎょう）は、テレビ朝日系列の毎週木曜日21:00 - 21:54で、1983年（昭和58年）7月14日から同年9月22日まで放送されていたテレビドラマ。全11話。

## 概要
経営の危機に陥っていた「高山カルチャーセンター」では、理事長のふくらの弟分的存在の一平が事務長となって、経営の立て直しに乗り出す。高山カルチャーセンターの理事長一家とその周りの人々が織り成し展開するトラブル・ラブ・コメディー。

## キャスト
- 高山ふくら：京マチ子
- 山川かおる：檀ふみ
- 柏木一平：川崎敬三
- 森本朝子：酒井和歌子
- 高山みさお：紺野美沙子
- 高山夕子：藤吉久美子
- 三沢雄介：広岡瞬
- 野田岩五郎：谷啓
- 山田平吉：鈴木ヒロミツ
- 福原とみ：春川ますみ
- 大野昌子：塩沢とき
- 木戸光代：服部まこ
- 村井久里子：佐藤ヒロミ
- 宮本民子：澪あつ子
- 田島きよ：遠藤暁子
- 山川大：中垣克麻
- 森本隆夫：沼崎悠 - 朝子の夫

## スタッフ
- プロデューサー：大井素宏
- 脚本：窪田篤人
- 演出：高戸晟一
- 音楽：平野融
- 衣装デザイン：芦田淳
- エアロビクスダンス指導：佐藤美千代
- 制作：テレビ朝日

主題歌
- 八神純子『NATURALLY (ナチュラリー)』（作詞：山川啓介、作曲：八神純子、編曲：瀬尾一三　ディスコメイトレコード）

（出典：）